# Suchý vrch (Góry Orlickie)
Suchý vrch (pol. Suchy szczyt), 995 m n.p.m. – wzniesienie w Czechach w Górach Orlickich w Sudetach Środkowych.

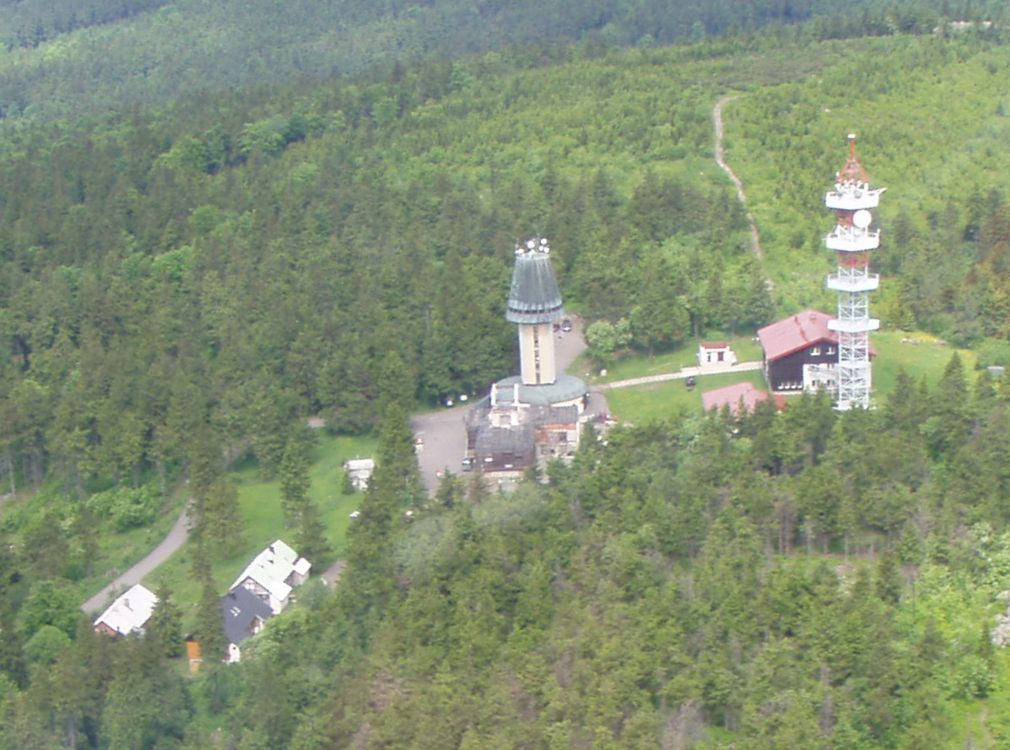
Bliskie otoczenie szczytu – widok z lotu ptaka

Wzniesienie położone w Sudetach, w południowo-wschodnim narożniku Gór Orlickich na Pogórzu Bukovskim Gór Orlickich czes. Bukovohorská hornatina. Wznosi się na obszarze parku przyrody (czes. Přírodní park Suchý vrch – Buková hora), około 6,0 km na południowy zachód od centrum Králík i około 5,1  km na południe od granicy polsko-czeskiej.
Kopulaste wzniesienie o wyraźnie płaskim wierzchołku wyrastające z niewielkiego grzbietu górskiego w kształcie wału o dwóch wierzchołkach oddalonych od siebie o 750 m. Zbocze północno-zachodnie łagodnie opadda do niewielkiego płytkiego siodła położonego po północno-zachodniej stronie oddzielającego wzniesienie od sąsiedniego niższego o 7 m wzniesienia Bradlo (988m), pozostałe zbocza dość stromo opadają w kierunku dolin i przełęczy. Wzniesienie stanowi wyraźną kulminacją pomiędzy dolinami rzek: (czes.  Orlickýego potoku) na południu i Cichej Orlicy na północy. Wzniesienie jest najwyższym wzniesieniem Bukowskiego Pogórza. Całe wzniesienie porasta las świerkowy z domieszką drzew liściastych, część powierzchni szczytowej zajmuje niewielka górska łąka. Na wschodnim zboczu do wys. 800 m n.p.m. na kierunku od wschodu na zachód rozciąga się system fortyfikacji i obiektów zbudowanych przed II wojną światową, w celu obrony ówczesnej rubieży przed Niemcami Na zachodnim zboczu w bliskiej odległości od szczytu znajduje się 33-metrowa betonowa wieża widokowa i schroniska turystycznego im. Kramářa, na szczycie wznoszą się dwa maszty przekaźnikowe. Szczyt leży na europejskim dziale wodnym mórz Czarnego i Północnego. Potoki spływające z południowego zbocza odprowadzają wody do Morza Czarnego a potoki spływające z pozostałych zboczy odprowadzają wody do Morza Północnego. Na północny wschód od szczytu położona jest miejscowość Králíky, a u południowo-zachodniego podnóża rozciąga się miejscowość Jablonne nad Orlici. Położenie góry na południowo-wschodnim skraju Gór Orlickich, oraz kształt i zabudowane na niej obiekty czynią górę rozpoznawalną w terenie.

## Inne
- Na wschodnim zboczu wzniesienia wznosi się kilkanaście bunkrów wchodzących w skład czeskich fortyfikacji granicznych z lat 30. XX wieku.
- Na północny wschód około 5,1 km od szczytu wzniesienia znajdowały się byłe przejścia graniczne do Polski, kolejowe Międzylesie – Lichkov oraz drogowe Boboszów-Dolní Lipka.
- Betonowa wieża widokowa na zboczu Suchego vrchu jest częścią domku Kramara, który pierwotnie został zbudowany jako wieża ciśnień. Wieża została zbudowana w latach 1931–1932 według projektu architekta A. Patrmanna. Wieża kształtem podobna jest do grzyba[3].
- W przeszłości przez wzniesienie przechodzła historyczna granica między Morawami a Czechami.
- W dniu 16.03.1939 r. schronisko na wzniesieniu zostało zajęte przez wojsko niemieckie, które utworzyło w nim w ośrodek rehabilitacyjny dla rannych lotników Luftwaffe. Od 1953 roku do 1961 roku schronisko zajmowała Czechosłowacka Armia Ludowa jako wojskowe centrum rekreacji. Obecnie schronisko jest dostępne dla turystów[4]

## Turystyka
Przez wzniesienie prowadzi:
- Piesza turystyczna magistrala Gór Orlickich – Szlak Aloisa Jiraska (czes. Jiráskova horská cesta), rozpoczynająca się w Rezerwacie przyrody „Ziemska Brama” (Zemská brána) i prowadząca na Suchý vrch przez schronisko (czes. Kašparowa Chata) na Adamie, Mladkov, Vysoký kámen.
- Z wieży widokowej rozciąga się rozległy widok na Kotlinę Kłodzką, Masyw Śnieżnika, Góry Bystrzyckie, Wysoki Jesionik z Pradziadem oraz okoliczne wzniesienia i góry, przy dobrej widoczności widoczna jest Śnieżka.